# Den památky obětí hladomoru
Den památky obětí hladomoru je každoroční národní den památky na Ukrajině, který připadá na čtvrtou sobotu v listopadu.

## Historie dne
Den byl zaveden ako významný na Ukrajině výnosem prezidenta Ukrajiny Leonida Kučmy č. 1310/98 ze dne 26. listopadu 1998 jako "Den památky obětí hladomoru". Kučmovým dekretem č. 1181/2000 ze dne 31. října 2000 byl stanoven název „Den památky obětí hladomoru a politických represí“. Dekretem prezidenta Ukrajiny L. Kučmy D. č. 797/2004 ze dne 15. července 2004 ustanovil název „Den památky obětí hladomoru a politických represí“. Prezidentský dekret č. 431/2007 ze dne 21. května 2007 jej nazývá „Dnem památky obětí hladomoru“.

## Oslavy

### 2008
V roce 2008 připadl Den památky obětí hladomoru na 22. listopadu. Tento den byl na Ukrajině oslavován jako 75. výročí hladomoru s celkovými výdaji ve výši asi 200 milionů hřiven. Ve stejném roce byl za účasti prezidenta Viktora Juščenka v Kyjevě otevřen Památník obětem hladomoru na Ukrajině. Ve svém projevu prezident Juščenko zdůraznil potřebu vrátit „světu poznání toho, co jsme zažili, jednu z největších katastrof v dějinách lidstva“, a prohlásil, že viníkem byl „imperiální, komunistický, sovětský režim“.

### 2017
V roce 2017 připadl Den památky obětí hladomoru na 25. listopadu. Ve tři hodiny odpoledne se konalo shromáždění na Václavském náměstí v Praze.

### 2024
V roce 2024 připadl Den památky obětí hladomoru na 23. listopadu. Památku obětí uctil v Kyjevě ukrajinský prezident Volodymyr Zelenskyj s manželkou Olenou. Americký prezident Joe Biden uctil ve svém projevu památku obětí hladomoru a prohlásil: „Spojené státy ctí vaši minulost a stojí s vámi v přítomnosti“.

### 2023
V roce 2023 připadl Den památky obětí hladomoru na 25. listopadu. Památku obětí hladomoru uctili v Kyjevě tehdejší předsedkyně Poslanecké sněmovny Markéta Pekarová Adamová a předseda Senátu Miloš Vystrčil. Oba politici se shodli, že válka na Ukrajině je podobně jako hladomor dalším pokusem Ruska zlikvidovat Ukrajince.

### 2025
V roce 2025 připadá Den památky obětí hladomoru na 22. listopad.